# Batorówka (Kosów)
Batorówka (do 2011 Kosów-Batorówka) – część wsi Kosów w Polsce położona w województwie łódzkim, w powiecie piotrkowskim, w gminie Moszczenica.
W latach 1975–1998 Batorówka administracyjnie należała do województwa piotrkowskiego.
Obecnie stanowi jedną z ulic wsi Kosów.